# Hyssopus pallidus
Hyssopus pallidus är en stekelart som först beskrevs av Askew 1964.  Hyssopus pallidus ingår i släktet Hyssopus och familjen finglanssteklar. Inga underarter finns listade i Catalogue of Life.